# Zugvorheizanlage

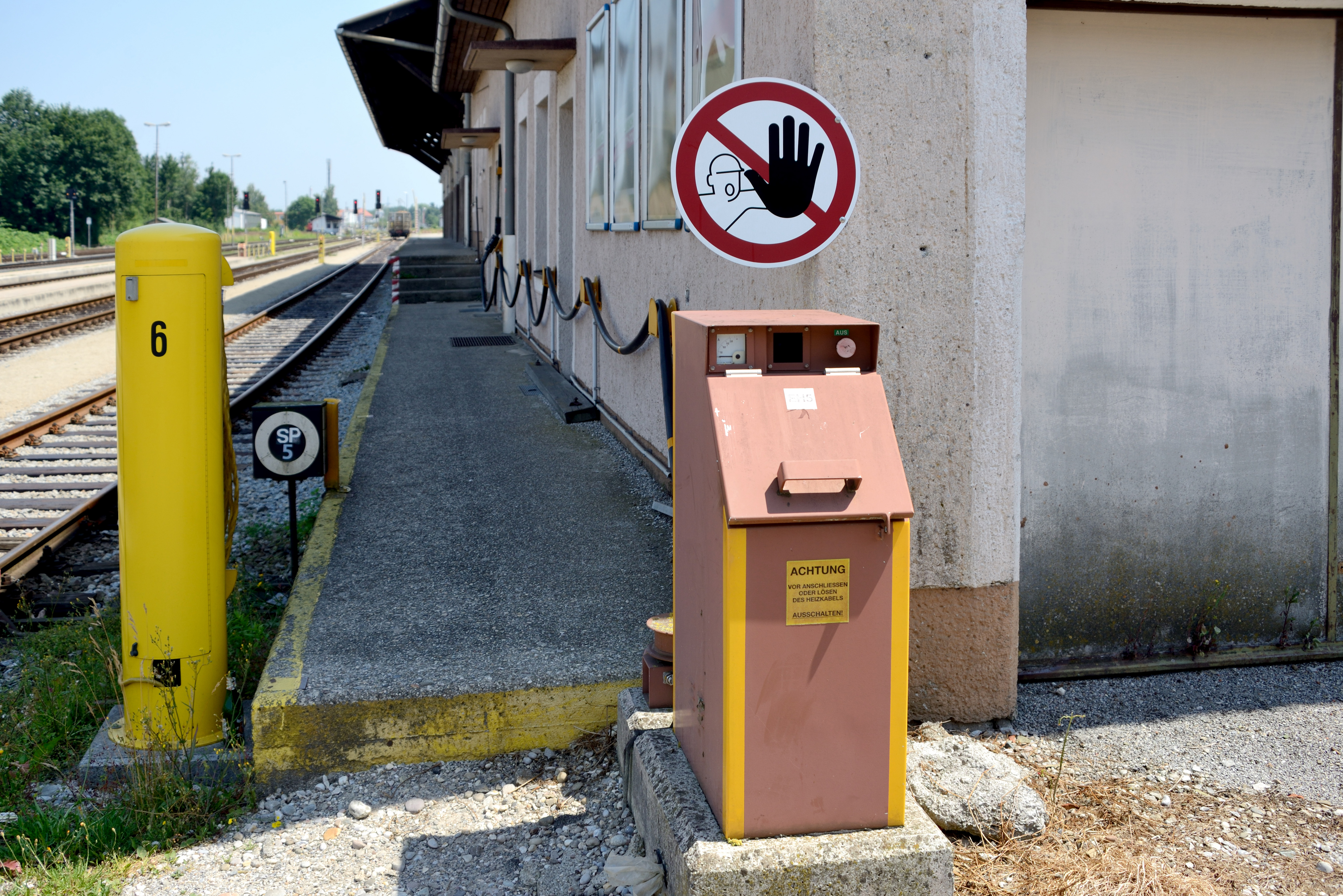
Einfachheizständer am Bahnhof Braunau am Inn

Eine elektrische Zugvorheizanlage ist eine stationäre Einrichtung, die dazu dient, abgestellte Züge oder Wagen mit Strom in der Spannung der Zugsammelschiene (In Deutschland, Österreich und der Schweiz: 1000 V 16,7 Hz Wechselstrom, einphasig) zu versorgen, ohne dass dazu ein Triebfahrzeug notwendig ist.
Diese Einrichtung dient hauptsächlich dem Vorheizen oder Klimatisieren der abgestellten Wagen, damit diese beim nächsten Einsatz richtig temperiert zur Verfügung stehen. Wenn Züge im Winter länger, wie etwa über ein Wochenende, abgestellt werden, sorgt die Steuerung der Zugvorheizanlage dafür, dass die Temperatur in den Wagen nicht unter den Gefrierpunkt sinkt und hält diese konstant bei etwa 5 °C. Ließe sich die Frostfreiheit nicht gewährleisten, müssten die Fahrzeuge entwässert und vor dem nächsten Einsatz wieder befüllt werden.
Bei modernen Wagen werden die Fahrzeugbatterien nicht mehr durch einen Achsgenerator, sondern durch ein Ladegerät von der Zugsammelschiene aus geladen. Wegen der im Stand wirksamen Versorgung verfügen derartige Fahrzeuge nur über etwa die halbe Batteriekapazität von vergleichbaren Wagen mit Generatorversorgung. Diese Wagen müssen bei längerem Abstellen an die Zugvorheizanlage angeschlossen werden, permanente Verbraucher entladen sonst die Batterie.

## Technische Realisierung

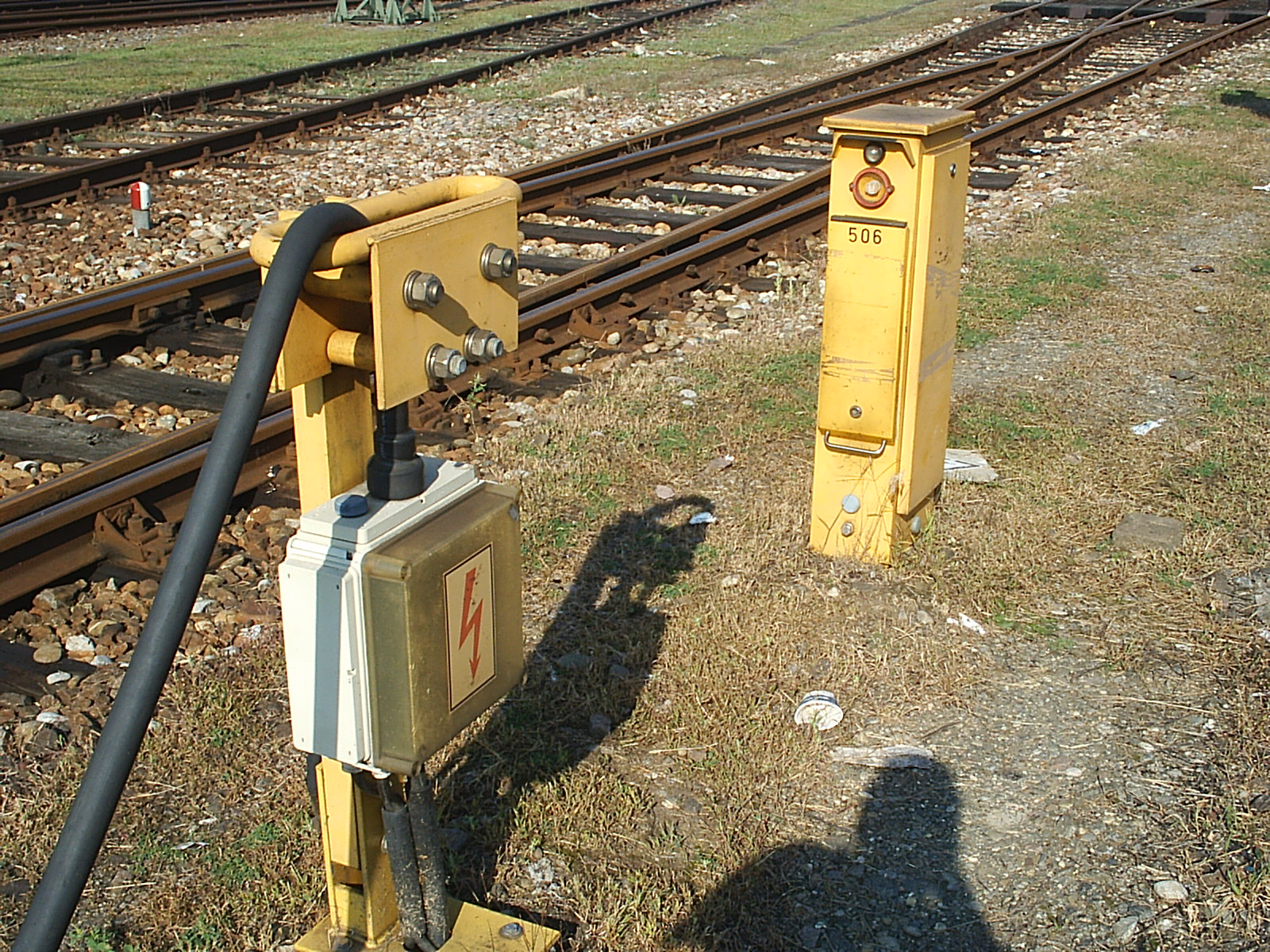
Sollbruchstelle einer Zugvorheizanlage der Deutschen Bahn AG. Rechts im Bild die Steuersäule

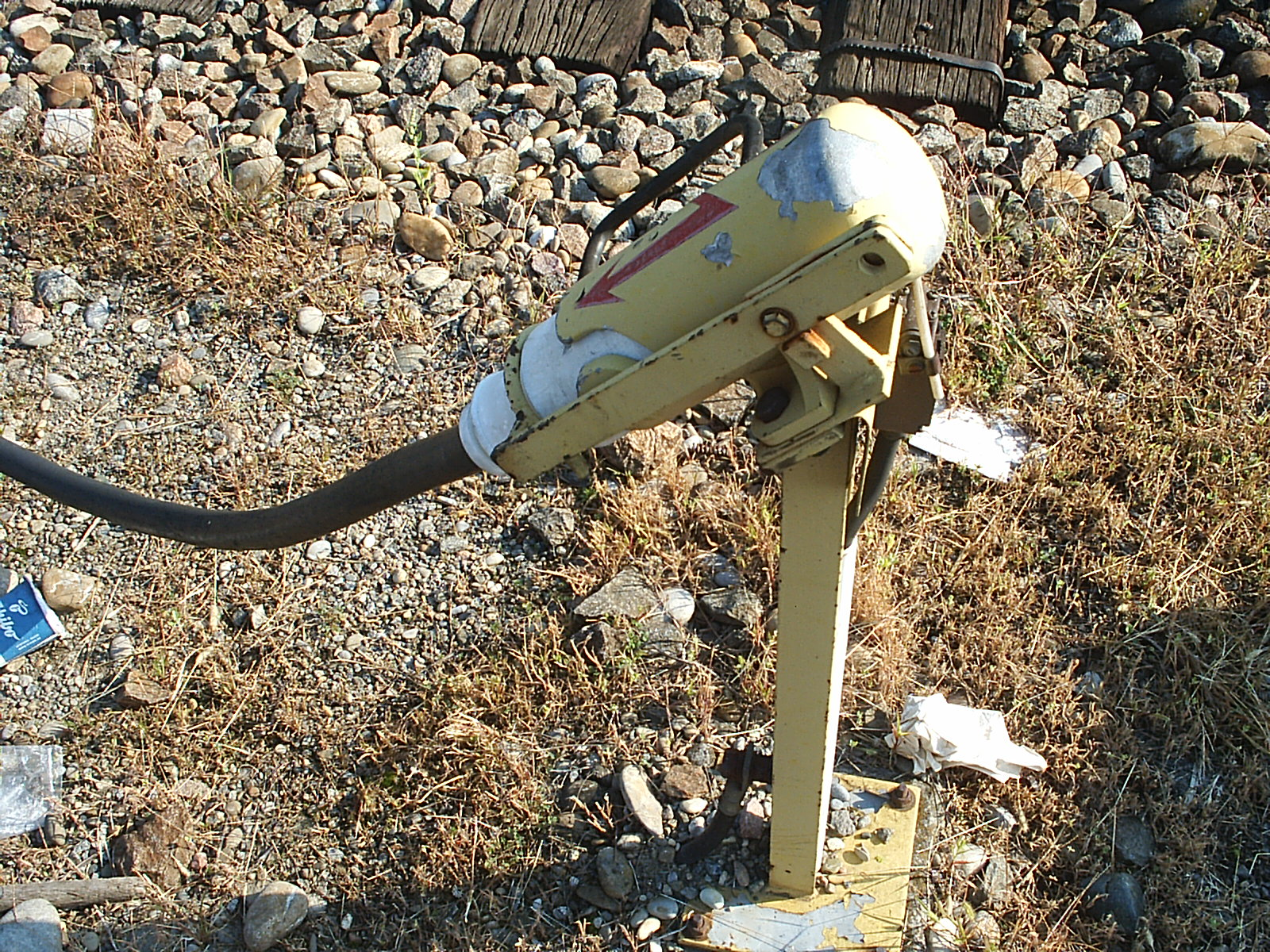
Blinddosenständer mit einem Sensor

Die elektrische Energie wird entweder aus dem Bahnenergieversorgungsnetz oder aus dem öffentlichen Mittelspannungsnetz entnommen und über eine Mittelspannungsschaltanlage, bestehend aus einem Trennschalter (z. B. einem Oberleitungsschalter) und einem Leistungsschalter, dem Transformator zugeführt. Der Transformator versorgt eine Sammelschiene mit der Spannung der Zugsammelschiene, an welcher die Heizschütze der einzelnen Abgänge der Schaltanlage angeschlossen sind. Elektrische Schutzeinrichtungen überwachen die Anlage und schalten sie bei Überlastung entsprechend ab. Als Transformator kommen sowohl eigens für diesen Zweck beschaffte Geräte als auch ausgemusterte Elektrolokomotiven, sogenannte Heizloks, zum Einsatz.
Die Leistung pro Abzweig beträgt bei gängigen Anlagen bis zu 800 kVA. Bei einer Speisung aus dem öffentlichen Netz ist die maximale Leistung von diesem abhängig, da die im Bereich der UIC übliche einphasige Zugsammelschiene das öffentliche dreiphasige Netz unsymmetrisch belastet.
Jeder Abgang führt aus dem Schaltanlagenhaus zu einem sogenannten Heizstock. Dieser besteht meist aus drei Einheiten: der Steuersäule, einer Sollbruchstelle und einem Blinddosenständer.
Die Sollbruchstelle verhindert größere Schäden an der Anlage, falls der Zug trotz angeschlossenem Kabel versehentlich bewegt wird. Sie ist so ausgelegt, dass das Heizkabel durch den fahrenden Zug abgerissen werden kann, ohne schwer reparierbare Schäden an der ortsfesten Anlage zu hinterlassen. Sie funktioniert meistens so, dass durch Führungen das Kabelende des flexiblen Heizkabels gerade aus dem Anschlusspunkt gezogen wird. In der Schweiz werden besonders schmale Steuersäulen mit integrierter Sollbruchstelle eingesetzt. Diese wurden in Deutschland von DB Energie noch nicht freigegeben.
Wenn die Anlage eingeschaltet ist und unter Spannung steht, ist Vorsicht geboten, da der Stecker, sobald er aus der Blinddose genommen wird, über keinen direkten Berührungsschutz verfügt.
In der Vergangenheit wurden Kabel mit Steuer- bzw. Pilotkontakt verwendet (es wird erst zugeschaltet, wenn sich der Stecker in der Fahrzeugdose befindet). Diese Steuerleitungen waren den großen mechanischen Belastungen nicht gewachsen, so dass wieder ein nur stromführendes Kabel verwendet wird.
Es gibt nur wenige Firmen, die Zugvorheizanlagen bauen; die Firmen Goth Elektrotechnik in Berlin und AST aus Bayern treten z. Z. als Systemlieferanten auf. Innerhalb des DB-Konzerns ist die Tochtergesellschaft DB Energie für den Betrieb von Zugvorheizanlagen zuständig.
Für die heutzutage vielerorts eingesetzten Triebwagen ist eine Zugvorheizanlage nicht mehr notwendig, da die Umlaufpläne keine langen Abstellzeiten mehr vorsehen und die Triebwagen in der Regel immer über den Stromabnehmer mit der Oberleitung verbunden sind und darüber die Heizungen speisen.